# Chelonus fulgidus
Chelonus fulgidus är en stekelart som beskrevs av Mccomb 1968. Chelonus fulgidus ingår i släktet Chelonus och familjen bracksteklar. Inga underarter finns listade i Catalogue of Life.